# Karl Ferstl
Karl Ferstl (Gailitz, 31 dicembre 1945) è un ex velista austriaco.

## Biografia
Ha partecipato a due edizioni dei Giochi olimpici gareggiando nella classe Star in coppia con Hubert Raudaschl. A Mosca 1980 i due conquistarono la medaglia d'argento e Ferstl fu il portabandiera per la squadra austriaca alla cerimonia di apertura dei Giochi. A Los Angeles 1984 conclusero la gara al quinto posto.